# Inglewood, Queensland
Inglewood är en ort i Australien. Den ligger i kommunen Goondiwindi och delstaten Queensland, omkring 220 kilometer sydväst om delstatshuvudstaden Brisbane. Antalet invånare är 950.
Trakten runt Inglewood är nära nog obefolkad, med mindre än två invånare per kvadratkilometer.. Det finns inga andra samhällen i närheten.
I omgivningarna runt Inglewood växer huvudsakligen savannskog. Genomsnittlig årsnederbörd är 830 millimeter. Den regnigaste månaden är januari, med i genomsnitt 176 mm nederbörd, och den torraste är augusti, med 23 mm nederbörd.